# Čejetice
Čejetice är en ort i Tjeckien.   Den ligger i regionen Södra Böhmen, i den centrala delen av landet, 100 km söder om huvudstaden Prag. Čejetice ligger 380 meter över havet och antalet invånare är 851.
Terrängen runt Čejetice är huvudsakligen platt, men söderut är den kuperad. Čejetice ligger nere i en dal. Runt Čejetice är det ganska glesbefolkat, med 38 invånare per kvadratkilometer. Närmaste större samhälle är Strakonice, 8,6 km väster om Čejetice. Trakten runt Čejetice består till största delen av jordbruksmark.